# Педро Хосе де Артета
Педро Хосе де Артета-і-Калісто (1797 — 24 серпня 1873) — еквадорський політик, віце-президент країни (з 1865 до 1869), тимчасово виконував обов'язки президента Еквадору з листопада 1867 до середини січня 1868 року.